# José Poi
José Poi (nacido en Rosario, 20 de mayo de 1935) es un exfutbolista argentino; se desempeñaba como lateral izquierdo y su debut fue vistiendo la casaca de Rosario Central.

## Carrera

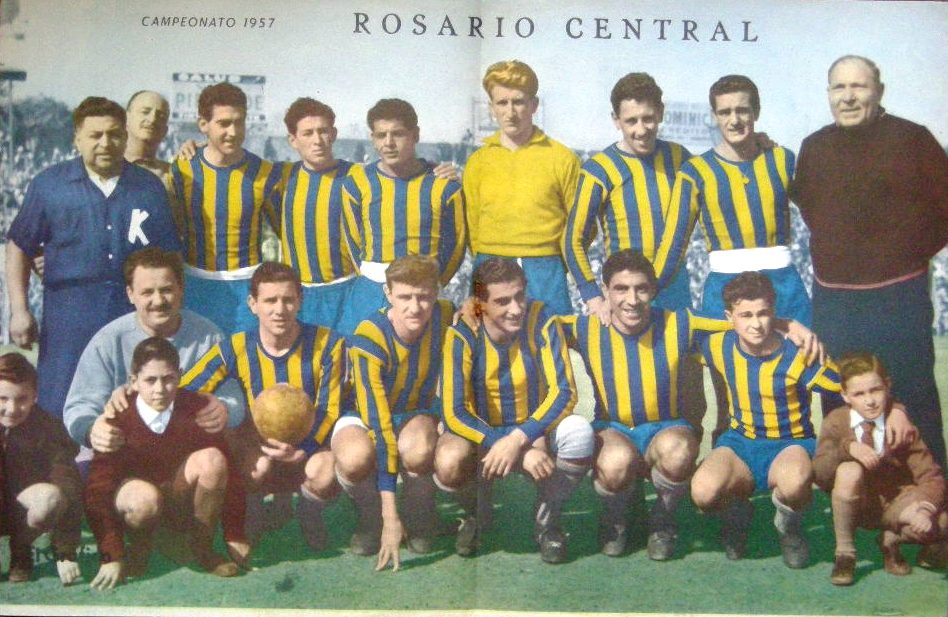
Rosario Central en 1957. Parados: José Minni, Alberto Ducca, Néstor Cardoso, Juan Carlos Bertoldi, José Poi, Juan Carlos Biagioli, Gerónimo Díaz (entrenador); hincados: Osvaldo Colla, Oscar Mottura, Miguel Antonio Juárez, Juan Castro, Ricardo Giménez.

Sus primeros pasos en el fútbol profesional fueron por el Campeonato 1956, en el que disputó 26 partidos para Rosario Central; formó la línea media con Carlos Álvarez y José Minni. Al año siguiente jugó 21 juegos y marcó un gol; fue de penal ante Boca Juniors por la fecha 23 del Campeonato 1957. Precisamente al club de la Ribera es transferido al año siguiente. Allí disputa 8 partidos por el Campeonato 1958 y 12 por la Copa Suecia, alternando en el puesto con Eliseo Mouriño. En 1959 retornó a Rosario, pero para jugar en Newell's Old Boys, donde solo jugó dos encuentros. Tuvo un paso admisible por el futbol peruano. Entre 1962 y 1964 vistió la casaca de Montevideo Wanderers de Uruguay.

## Clubes
| Club                 | País      | Año       |
| -------------------- | --------- | --------- |
| Rosario Central      | Argentina | 1956-1957 |
| Boca Juniors         | Argentina | 1958      |
| Newell's Old Boys    | Argentina | 1959      |
| Centro Iqueño        | Perú      | 1960-1962 |
| Montevideo Wanderers | Uruguay   | 1962-1964 |